# مارکوس پیزلی
مارکوس پینیه‌رو پیزلی (به ارمنی: Մարկոս Պինեյրո Պիցցելլի) (به پرتغالی: Marcos Pinheiro Pizzelli) (متولد ۳ اکتبر ۱۹۸۴ در شهر پیراچیکابا "Piracicaba")، بازیکن فوتبال برزیلی‌الاصل که تابعیت ارمنستان دارد. او هم‌اکنون برای تیم باشگاهی Xanthi و تیم ملی فوتبال ارمنستان بازی می‌کند.

## باشگاهی
این بازیکن سابقه بازی در تیم‌های باشگاهی آرارات، پیونیک، متالورگ دونتسک، کوبان کراسنودر، کراسنودار، آکتوبه و الرائد را نیز در کارنامه دارد.

## بازی ملی
وی همچنین در تیم ملی فوتبال ارمنستان بازی کرده‌است. پیزلی نخستین بازی ملی خود را که یک بازی دوستانه بود در تاریخ ۲۸ مه در تیراسپل، در مقابل مولداوی انجام داده‌است

### گل‌های ملی
As of match played 11 October 2016. Armenia score listed first, score column indicates score after each Pizzelli goal.
| No. | تاریخ          | ورزشگاه                                          | بازی | حریف          | گل زده | نتیجه | رقابت                                       | منبع   |
| --- | -------------- | ------------------------------------------------ | ---- | ------------- | ------ | ----- | ------------------------------------------- | ------ |
| ۱   | ۲۸ مه ۲۰۰۸     | Sheriff Stadium, تیراسپل، مولداوی                | ۱    | مولدووا       | ۱–۰    | ۲–۲   | بازی دوستانه                                | [ ۳ ]  |
| ۲   | ۱۵ اکتبر ۲۰۱۰  | ورزشگاه جمهوریت وازگن سارگسیان، ایروان، ارمنستان | ۱۰   | آندورا        | ۴–۰    | ۴–۰   | مرحله مقدماتی جام ملت‌های اروپا ۲۰۱۲         | [ ۴ ]  |
| ۳   | ۴ آوریل ۲۰۱۱   | Petrovsky Stadium, سن پترزبورگ، روسیه            | ۱۳   | روسیه         | ۱–۰    | ۱–۳   | مرحله مقدماتی جام ملت‌های اروپا ۲۰۱۲         | [ ۵ ]  |
| ۴   | ۲ سپتامبر ۲۰۱۱ | Camp d’Esports d’Aixovall, ایکسیوال، آندورا      | ۱۵   | آندورا        | ۱–۰    | ۳–۰   | مرحله مقدماتی جام ملت‌های اروپا ۲۰۱۲         | [ ۶ ]  |
| ۵   | ۷ اکتبر ۲۰۱۱   | ورزشگاه جمهوریت وازگن سارگسیان، ایروان، ارمنستان | ۱۷   | مقدونیه شمالی | ۱–۰    | ۴–۱   | مرحله مقدماتی جام ملت‌های اروپا ۲۰۱۲         | [ ۷ ]  |
| ۶   | ۲۹ فوریه ۲۰۱۲  | ورزشگاه سیریو، لیماسول، قبرس                     | ۱۹   | کانادا        | ۱–۱    | ۳–۱   | دوستانه                                     | [ ۸ ]  |
| ۷   | ۲۹ فوریه ۲۰۱۲  | ورزشگاه سیریو، لیماسول، قبرس                     | ۱۹   | کانادا        | ۲–۱    | ۳–۱   | دوستانه                                     | [ ۸ ]  |
| ۸   | ۱۳ ژوئن ۲۰۱۵   | ورزشگاه جمهوریت وازگن سارگسیان، ایروان، ارمنستان | ۴۲   | پرتغال        | ۱–۰    | ۲–۳   | مرحله مقدماتی جام ملت‌های اروپا ۲۰۱۶         | [ ۹ ]  |
| ۹   | ۱۱ اکتبر ۲۰۱۶  | ورزشگاه ملی ورشو، ورشو، لهستان                   | ۵۳   | لهستان        | ۱–۱    | ۱–۲   | مرحله مقدماتی جام جهانی فوتبال ۲۰۱۸ (اروپا) | [ ۱۰ ] |

## آمارها

### باشگاهی
تا تاریخ match played ۸ نوامبر ۲۰۱۵
| باشگاه          | فصل                             | لیگ                      | لیگ    | لیگ  | National Cup | National Cup | League Cup | League Cup | قاره‌ای | قاره‌ای | سایر   | سایر | مجموعاً | مجموعاً |
| باشگاه          | فصل                             | دسته                     | حضورها | گل‌ها | حضورها       | گل‌ها         | حضورها     | گل‌ها       | حضورها | گل‌ها   | حضورها | گل‌ها | حضورها | گل‌ها   |
| --------------- | ------------------------------- | ------------------------ | ------ | ---- | ------------ | ------------ | ---------- | ---------- | ------ | ------ | ------ | ---- | ------ | ------ |
| آرارات ایروان   | ۲۰۰۶                            | لیگ برتر فوتبال ارمنستان | ۲۴     | ۵    |              |              | -          | -          | -      | -      | -      | -    | ۲۴     | ۵      |
| آرارات ایروان   | ۲۰۰۷                            | لیگ برتر فوتبال ارمنستان | ۲۶     | ۲۲   |              |              | -          | -          | -      | -      | -      | -    | ۲۶     | ۲۲     |
| آرارات ایروان   | ۲۰۰۸                            | لیگ برتر فوتبال ارمنستان | ۲۸     | ۱۷   |              |              | -          | -          | ۲      | ۰      | -      | -    | ۳۰     | ۱۷     |
| آرارات ایروان   | مجموعاً                          | مجموعاً                   | ۷۸     | ۴۴   |              |              | -          | -          | ۲      | ۰      | -      | -    | ۸۰     | ۴۴     |
| ASA Issy (فرضی) | ۲۰۰۸–۰۹                         | CFA 2                    |        |      |              |              |            |            | –      | –      | –      | –    |        |        |
| پیونیک          | ۲۰۰۹                            | لیگ برتر فوتبال ارمنستان | ۱۲     | ۹    |              |              | -          | -          | ۲      | ۰      | -      | -    | ۱۴     | ۹      |
| پیونیک          | ۲۰۱۰                            | لیگ برتر فوتبال ارمنستان | ۲۶     | ۱۶   | ۴            | ۳            | -          | -          | ۲      | ۰      | -      | -    | ۳۲     | ۱۹     |
| پیونیک          | ۲۰۱۱                            | لیگ برتر فوتبال ارمنستان | ۱۱     | ۶    | ۰            | ۰            | -          | -          | -      | -      | -      | -    | ۲۸     | ۱۶     |
| پیونیک          | مجموعاً                          | مجموعاً                   | ۴۹     | ۳۱   |              |              | -          | -          | ۴      | ۰      | -      | -    | ۵۳     | ۳۱     |
| متالورگ دونتسک  | لیگ برتر فوتبال اوکراین ۱۲-۲۰۱۱ | لیگ برتر فوتبال اوکراین  | ۱۸     | ۴    | ۱            | ۰            | –          | –          | –      | –      | –      | –    | ۱۹     | ۴      |
| کوبان کراسنودار | ۲۰۱۱–۱۲                         | لیگ برتر فوتبال روسیه    | ۱۰     | ۳    | ۰            | ۰            | –          | –          | –      | –      | –      | –    | ۱۰     | ۳      |
| کوبان کراسنودار | ۲۰۱۲–۱۳                         | لیگ برتر فوتبال روسیه    | ۲۱     | ۵    | ۲            | ۱            | –          | –          | –      | –      | –      | –    | ۲۳     | ۶      |
| کوبان کراسنودار | مجموعاً                          | مجموعاً                   | ۳۱     | ۸    | ۲            | ۱            | -          | -          | -      | -      | -      | -    | ۳۳     | ۹      |
| کراسنودار       | ۲۰۱۳–۱۴                         | لیگ برتر فوتبال روسیه    | ۶      | ۰    | ۲            | ۲            | –          | –          | –      | –      | –      | –    | ۸      | ۲      |
| آکتوبه (قرضی)   | ۲۰۱۴                            | لیگ برتر فوتبال قزاقستان | ۲۸     | ۸    | ۵            | ۲            | –          | –          | ۵      | ۰      | ۱      | ۰    | ۳۹     | ۱۰     |
| آکتوبه          | ۲۰۱۵                            | لیگ برتر فوتبال قزاقستان | ۲۷     | ۵    | ۳            | ۱            | –          | –          | ۲      | ۰      | –      | –    | ۳۲     | ۶      |
| مجموعاً          | مجموعاً                          | مجموعاً                   | ۲۳۷    | ۱۰۰  | ۱۷           | ۹            | -          | -          | ۱۳     | ۰      | -      | -    | ۲۶۷    | ۱۰۹    |

### تیم ملی
| تیم ملی                 | سال    | حضورها | گل‌ها |
| ----------------------- | ------ | ------ | ---- |
| تیم ملی فوتبال ارمنستان |        |        |      |
| ۲۰۰۸                    | ۲      | ۱      |      |
| ۲۰۰۹                    | ۳      | ۰      |      |
| ۲۰۱۰                    | ۵      | ۱      |      |
| ۲۰۱۱                    | ۸      | ۳      |      |
| ۲۰۱۲                    | ۷      | ۲      |      |
| ۲۰۱۳                    | ۹      | ۰      |      |
| ۲۰۱۴                    | ۶      | ۰      |      |
| ۲۰۱۵                    | ۶      | ۱      |      |
| ۲۰۱۶                    | ۷      | ۱      |      |
| مجموعاً                  | مجموعاً | ۵۳     | ۹    |

Statistics accurate as of match played 11 October 2016

## افتخارات

### باشگاهی
آرارات ایروان
- لیگ برتر فوتبال ارمنستان نایب قهرمان (۱): ۲۰۰۸[۱۳]
- جام استقلال ارمنستان (۱): ۲۰۰۸[۱۴]

پیونیک ایروان
- لیگ برتر فوتبال ارمنستان (۲): ۲۰۰۹,[۱۳] ۲۰۱۰[۱۳]
- جام استقلال ارمنستان (۲): ۲۰۰۹,[۱۵] ۲۰۱۰[۱۶]

متالورگ دونتسک
- بازیکن ماه (۱): ژوئیه ۲۰۱۱[۱۷]

آکتوبه
- سوپر جام فوتبال قزاقستان (۱): ۲۰۱۴[۱۸]

### فردی
- لیگ برتر فوتبال ارمنستان گلزن برتر: لیگ برتر فوتبال ارمنستان ۲۰۰۷ (22),[۱۹] لیگ برتر فوتبال ارمنستان ۲۰۰۸ (17),[۱۹] لیگ برتر فوتبال ارمنستان ۲۰۱۰ (16)[۱۹]
- بازیکن فوتبال سال ارمنستان (۲۰۱۸)[۲۰]